# 程孝刚
程孝刚（1892年8月16日—1977年8月1日），字叔时，江西宜黄人，机械工程专家，原交通大学校长。
程孝刚于1909年进入江西省高等学堂学习，1913年作为省公费留美生前往美国普渡大学留学，攻读机车专业。1917年获机械工程学士学位。1918年返回中国。1921年与熊纯如侄女熊耀初成婚。他回国后长期从事铁道建设，曾任职于中东、津浦、胶济、北宁、粤汉等许多铁路。期间还曾于1928年出任交通大学秘书长，并代校长蔡元培主持校政。抗日战争结束后，他出任交通部技监、中国机械工程学会会长。1947年任交通大学校长，翌年在反对美帝扶日运动中辞职。
中华人民共和国成立后程孝刚担任浙江大学教授。1952年起回交通大学任教，历任运输起重机械系主任、校务委员、副校长。他于1955年当选中国科学院技术科学部学部委员（院士）。此外，他还担任过全国人大代表、上海市科技副主席。“文革”期間，學校教學和學術交流活動中斷，加之年老體弱行動不便，但程孝剛仍帶病堅持參加《辞海》副主编等职，直接撰寫和審定機械工程學科的辭條和《機電詞典》，直到1977年8月在上海逝世。